# Björn Afzelius & Mikael Wiehe 1993 - Malmöinspelningarna
Björn Afzelius & Mikael Wiehe 1993 – Malmöinspelningarna är ett album av Björn Afzelius och Mikael Wiehe, utgivet 2004.
Inspelningarna gjordes i Malmö 1993, men gavs inte ut förrän 2004. Originalbanden var då raderade, men Wiehe hade arbetskopior på kassettband, vilka bearbetades digitalt så att de kunde ges ut. För Afzelius var utgivningen postum, då han avled 1999.

## Låtlista
1. "Ingenting förändras av sej själv" (Mikael Wiehe) - 2:55
2. "Messias" (Björn Afzelius) - 4:14
3. "Den gamla vanliga historien" (Turid Lundqvist) - 3:38
4. "Sång till friheten" (Text: Afzelius; musik: Silvio Rodríguez) - 3:37
5. "Valet" (Originaltext och musik: Peggy Seeger; svensk text: Wiehe) - 3:26
6. "Folkens kamp" (Bertil Goldberg) - 4:08
7. "Kom hem till mej" (Wiehe) - 3:32
8. "Så vill jag bli" (Afzelius) - 3:58
9. "Vargen" (Thomas Wiehe) - 4:09
10. "Llégo con très heridas" (Text: Miguel Hernández; musik: Joan Manuel Serrat/trad. från Spanien) - 2:44
11. "Bofors" (Wiehe) - 4:34
12. "Tusen bitar" (Originaltext och musik: Anne Linnet; svensk text: Afzelius) - 3:28
13. "Rocksamba (Vi klarar det)" (Wiehe) - 4:05
14. "Fågel Fenix" (Wiehe) - 3:49

## Listplaceringar
| Lista (2004-2005) | Topplacering |
| ----------------- | ------------ |
| Norge             | 14           |
| Sverige           | 5            |

## Medverkande
- Björn Afzelius: sång, akustisk gitarr, slagverk
- Mikael Wiehe: sång, akustisk gitarr, klaviaturer
- Lars Holm: dragspel

### Fotnoter
1. ↑  ”Hitparad”. http://norwegiancharts.com/showitem.asp?interpret=Bj%F6rn+Afzelius+%26+Mikael+Wiehe&titel=1993+%2D+Malm%F6+inspelningarna&cat=a. Läst 13 december 2011.
2. ↑  ”Hitparad”. http://swedishcharts.com/showitem.asp?interpret=Bj%F6rn+Afzelius+%26+Mikael+Wiehe&titel=1993+%2D+Malm%F6+inspelningarna&cat=a. Läst 13 december 2011.